# 桜咲姫莉
桜咲 姫莉（おうさき ひめり）は、日本のAV女優。シエロ所属
。

## 略歴・人物
2016年にAVデビュー。

## 出演作品

### アダルトDVD
2016年
- 前代未聞の大量潮吹き 実は超ど変態お嬢様女子大生 スプラッシュAVデビュー（11月1日、kawaii*）
- 18才感度良好! イキ過ぎちゃった黒髪援交女子●生（11月25日、宇宙企画）
- 日サロ店員のギャルの雑な対応にイラ!!! でもそのいやらしい体つきに興奮した僕は…（11月25日、DOC）※「ひめり」名義　他出演:まりな、サリー
- お金の為だと割り切って友達だけどSEXして下さい!! 8（11月25日、DOC）他出演:峰エリ、瀬田奏恵、柚木彩花、あかね杏珠、長沢真美、水澤りこ
- 18歳感度良好! イキ過ぎちゃった潮吹き娘（12月9日、REAL）
- 連日の猛暑のせいで熱中症が続出!?そんな中、僕らの学校が緊急で作った校則は「スーパークールビズ」だった! 周りを見れば女子のイヤラしく発育した身体が!そんな状況で授業に集中できる訳もなく、女子を見るたびムラムラしてしまい… 3（12月9日、DOC）※「ひめり」名義　共演:つむぎ、のあ
- 現役女子大生RQ 桜咲姫莉 ナイショのお漏らし撮影会（12月13日、Be Free）
- SEX中毒の超絶美ボディ汗だくバドミントン選手が大量失禁しながらイキ狂う変態中出し調教（12月13日、Fitch）※「ひめり」名義
- 高額借金を抱えたAV女優が闇サイトでチャット動画を配信中（12月30日、MAD）共演:森はるら

2017年
- イケメンの友達がほろ酔いの女の子を僕の部屋に連れて来た!女に無縁の僕にはそれだけで大興奮なのに超過激でHな王様ゲームが始まっちゃって… 女子校生編 2（1月7日、お夜食カンパニー）共演:美咲かんな　他出演:斉藤みゆ、かなで自由
- ガチナンパ! 思わずニュルッっと入っちゃった 6名全員SEX成功! 素人さんにお願いしまくって生パン見せてもらった後に素股までさせてもらっちゃいました。 PART.33（1月15日、ピーターズ）他出演:雨音わかな、小池奈央、さくらみゆき ほか
- 「あんッ!ねぇ?コンドーム破けてない???」 コンドームの壁を突き破る高速ピストンで義姉と生中出しSEX! 突然出来た義理の姉は超優しくて地元で有名なヤリマン女子校出身の底なしドスケベ!ドスケベだけど超優しいから、クラスメイトに童貞を馬鹿にされて落ち込んでいるボクを懸命に慰めてくれるんです!!しかも「元気が出るなら何でもしてあげる」って言うから当然甘えちゃいます!「エッチがしたい」って言っちゃいました!!「初めてが私みたいな女でいいの…?コンドーム着けてくれるなら…いいよ…」もちろんコンドーム着けたってなんだってヤレるなら何でもOKです!!体力が続く限り何度も何度も腰を振っていたらゴムが破けちゃったみたいで何度も何度も生中出ししちゃいました!!（1月19日、Hunter）他出演:春川せせら、通野未帆、玉木くるみ ほか
- 発掘シロウト巨乳娘 AV出演でキメセクしちゃいました! ドスケベボディーで大量潮吹き!理性ぶっ飛びキメパコ中出し!（1月19日、チキチキパーク）
- 男に免疫のない多汗症娘は男に触れられ極限状態! 汗ダク&大量潮で何度もイキ漏らしゴムを外して生中SEX 2（2月3日、DOC）他出演:小谷みのり、咲良つむぎ
- 完全顔出しガチナンパ! 超極上清楚妻に童貞君の素股体験をお願いしたら、「旦那に悪いから…」といいつつま●こはトロトロ。 うぶチ●ポに溺れ、生入れも拒まない最高の筆おろし! 〜白目絶頂、ビクビク痙攣、喘ぎデカすぎ、ドスケベセレブ妻編（2月10日、S級素人）※「ひめり」名義　他出演:いろは、わかな、さき
- 心と身体で癒してくれる清楚美少女のSEX事情（2月13日、S-Cute）他出演:今宮いずみ、江奈るり、涼海みさ、尾上若葉、小谷みのり
- 募集ちゃんTV×PRESTIGE PREMIUM 27（2月17日、プレステージ）他出演:美咲あや、佳苗るか、青山未来
- 下半身丸出し痴漢（2月16日、ナチュラルハイ）他出演:美咲あや、篠崎みお、はるのるみ
- 週末OLヤリ漬けハウス（2月24日、MERCURY）※「ひめり」名義
- 18才のピンクマ○コに何回も中出し スベスベ美肌でスタイル抜群 潮吹きまくる超敏感体質（2月25日、まんげつ）
- 電マエステでデトックス!? 透けパンおもらし電マ地獄（3月3日、DOC）他出演:三島奈津子、西内るな、今井ゆあ、ゆうき麻里、栄川乃亜、青山はな、KAREN、西内萌菜
- 超絶倫巨乳少女! 3 突然出来た妹は超ヤリマン女子校に通う女子校生! いつも超無防備無警戒だからパンチラ胸チラ乳首チラしまくりでボクは毎日勃起しまくり!しかも恥ずかしながらちょっとボクのおちんちんは大きくて勃起を隠しきれません!結局バレてしまいヤバい!と思ったらボクのデカチン勃起にまさかの発情! 我慢できなくなってボクのデカチ○ポに貪りついてきた!とにかく妹は腰を振って腰を振って所構わずヤリまくってくるのです!! 何度も何度も強制的に妹の中で発射させられボクのチ○ポが勃起しなくなるまで何度もヤラレちゃいました! (もう何発イカされたのか分かりません!!)（3月7日、Hunter）他出演:涼海みさ、河北はるな、久我かのん、河音くるみ
- 信頼で結ばれた女上司と部下の恥ずかしい挑戦! 優しい先輩は奥手な童貞部下をSEX指導で一人前の男にできるのか!? 若い!デカい!固い!チ●ポでかよわい女の顔になった上司に、超絶倫部下は出しても出しても金玉パンパン! そのまま何度も何度も生中SEX合計12発!!（3月10日、S級素人）※「姫莉」名義　他出演:今井部長、北条、桜井
- 素人男女観察! モニタリングAV 男女の友情徹底検証!! 酔っ払って終電を逃した仲良し男女限定!(恋人同士では無い) 一晩何もせずに過ごしたら賞金20万円!! もしエッチしちゃっても中出ししたら1発につき報奨金として20万円差し上げます!（3月19日、お夜食カンパニー）他出演:清本玲奈、里美まゆ ほか
- 真面目なフリをしてました。 純情美少女のエッチな告白（4月1日、S-Cute）他出演:裕木まゆ、今宮いずみ、幸田ユマ、小椋あずき
- ひとりでハシゴ酒している訳あり素人とナンパSEX（4月14日、S級素人）他出演:水谷心音、小池奈央、夏樹まりな
- 通りすがりのAV女優 06 全員Fcup底なし性交編 (5月27日、HMJM) 他出演:河北はるな、森高かすみ
- フラガールは女子校生!? ダンスで鍛えた腰振りでイキまくるJKがマン汁大量潮吹き!! (8月7日、桃太郎映像出版)
- 淫乱JK初アナルで絶頂アクメ (8月11日、ケイ・エム・プロデュース/REAL)
- 女体鯨 淫汁噴射調教 (8月19日、ドグマ)
- ごっくんマ○コ! ネバスペ中出しお姉さん（9月19日、本中）
- クレイジーロープ 黒マラと潮吹き縄女（9月19日、バミューダ/妄想族）
- Anal Device Bondage VIII 鉄拘束アナル拷問（10月5日、グローリークエスト）
- レズビアン大家の住む学生アパート（10月7日、ビビアン）共演：成宮はるあ
- 俺たちの女穴 オナホール（10月27日、REAL/ケイ・エム・プロデュース）
- 温泉乱交 ハードスワップ（11月1日、FAプロ）共演：雫みあ、香山亜衣、熊谷麻美
- 寝小便ダイハード 大量お漏らし・大量潮吹き・野外失禁・オムツ内放尿（11月20日、レイディックス）
- くいこみ股縄家庭教師 年下の女の子に辱められる年上のお姉さん（12月7日、シネマジック）共演：神楽アイネ
- 中出し破壊 黒人巨大マラ（12月8日、REAL/ケイ・エム・プロデュース）他出演：卯水咲流、花咲いあん、北条麻妃

2018年
- 本当の本番行為よりもヤラしい脳内直撃のエロ過ぎる自慰 妄想のSEXをしながら淫語オナニー（1月12日、バミューダ）他出演：波多野結衣、AIKA、中里美穂、星川ういか、篠田ゆう
- イカセ拷問 姦犯（1月26日、REAL/ケイ・エム・プロデュース）他出演：福咲れん、二宮和香、北条麻妃、篠田ゆう、卯水咲流
- 媚緊潜入捜査官 05（2月23日、REAL/ケイ・エム・プロデュース）他出演：福咲れん、桃瀬ゆり、篠田ゆう
- 従順アナルメイドコレクション（3月7日、えむっ娘ラボ）共演：篠田ゆう
- 女に説教されて理不尽に怒られても一生懸命謝って筋トレして気合を見せる女（3月9日、REAL/ケイ・エム・プロデュース）他出演：神楽アイネ、佐野あい、浜崎真緒、二宮和香
- 日本緊縛師列伝 第三章 狂縄（10月26日、REAL/ケイ・エム・プロデュース）他出演：篠田ゆう、卯水咲流、西田カリナ、波多野結衣、森沢かな

2019年
- 絶対美少女校則違反 ちょっと頼めば必ず生でハメさせてくれる心優しい女子○生10人（7月7日、桃太郎映像）他出演：森下美怜、本田莉子、吉永あかね、阿部乃みく、高杉麻里、星奈あい、宮村ななこ、平原心
- 黒人緊縛 巨大マラと麻縄（9月1日、九龍）他出演：卯水咲流、北条麻妃、篠田ゆう、森沢かな、中里美穂

### イメージDVD
2019年
- DID 誘拐・監禁・着衣緊縛・猿轡 拘束され絶望するヒロインたち 5（6月7日、シネマジック）他出演：沖田里緒、市橋えりな、美浦あや、新垣ことり、雪奈真冬、南涼、神楽アイネ、MIRANO、乃木ちはる、小川ひまり